# Tagelus plebeius
Tagelus plebeius är en musselart som först beskrevs av John Lightfoot 1786.  Tagelus plebeius ingår i släktet Tagelus och familjen Solecurtidae. Inga underarter finns listade i Catalogue of Life.